# Serpentina (juguete)
Una serpentina es un juguete utilizado en fiestas que consiste en una larga tira de papel enrollada sobre sí misma que, al ser lanzada sujetándola por un extremo, se desenrolla produciendo un efecto visual.
Las serpentinas son utilizadas desde antiguo, junto al confeti, en carnavales, cumpleaños y Navidad.
En España tradicionalmente se utilizan serpentinas de unos 7 mm de grosor por unos pocos metros.
Actualmente se han introducido serpentinas de 5 metros dobles y de 10 metros por 7 y 15 mm de grosor respectivamente.
Estas serpentinas son utilizadas junto con el confeti profesional en los sistemas profesionales de efectos especiales y espectáculos por empresas dedicadas a este sector.
La visualización de estos efectos por televisión en los partidos de fútbol de la liga de Campeones de la UEFA y de la liga Europea de la UEFA produjo una popularización muy patente hoy en día en publicidad y todo tipo de eventos. 
- Datos: Q152859
- Multimedia: Serpentine streamer / Q152859